# 불가항력적 은혜
불가항력적 은혜(不可抗力的恩惠, Irresistible grace), 혹은 효과적 은혜, 효과적 소명 또는 유효적 은혜(efficacious grace)는 기독교 신학에서 특히 칼뱅주의와 관련된 독트린으로, 하나님의 구원하는 은혜가 하나님이 구원하기로 정한 자들(예정)에게 효과적으로 적용되며, 하나님의 때에 복음의 부르심에 순종하려는 그들의 저항을 극복하여 그들을 그리스도 예수를 믿는 신앙으로 이끈다는 가르침이다. 이는 아르미니우스주의와 특히 관련된 선행적 은혜와 구별되는데, 선행적 은혜는 은혜를 통한 구원의 제안이 순수한 원인-결과적, 결정론적 방식으로 저항할 수 없게 작용하는 것이 아니라, 자유롭게 받아들이거나 자유롭게 거부할 수 있는 영향-반응 방식으로 작용한다고 가르친다.

## 교리
일부에서는 4세기 교부인 아우구스티누스가 하나님이 구원하시기로 선택한 자들에게는 인내하는 은혜를 주시며, 그들은 결코 타락할 수 없다고 가르쳤다고 주장한다. 이 교리는 불가항력적 은혜(라틴어: gratia irresistibilis)의 교리를 낳았으나, 이 용어는 아우구스티누스 생전에는 사용되지 않았다.
칼뱅주의에 따르면, 구원을 얻는 자들은 자신의 "자유" 의지가 아니라 하나님의 주권적인 은혜로 말미암는다. 즉, 사람들은 마침내 다른 사람들보다 양심이 더 민감하거나 믿음이 더 강인했기 때문에 은혜에 순종하는 것이 아니다. 오히려 하나님의 뜻을 행하려는 의지와 능력은 죄의 권세와 형벌에서 사람들을 구원하시려는 하나님의 신실하심에 대한 증거이다. 사람은 죄 가운데 죽었고 죄의 노예이므로 하나님을 따르기로 결정하거나 유혹될 수 없다. 하나님이 강력하게 개입하여 그에게 생명을 주고 저항할 수 없게 죄인을 자신에게로 이끌어야 한다. 간단히 말해서, 칼뱅주의는 중생이 믿음보다 선행해야 한다고 주장한다. 대조적으로 아르미니우스주의는 예수 그리스도를 통한 하나님의 은혜가 중생 전에 하나님을 알고 복음에 응답하려는 의지를 불러일으킨다고 주장한다. 칼뱅주의와 아르미니우스주의를 나누는 것은 하나님이 어떻게 개입하는지에 대한 부분이다.
칼뱅은 이러한 개입에 대해 "외적인 힘으로 사람들을 강요하는 폭력적인 것이 아니라, 이전에 원치 않고 저항하던 사람들을 기꺼이 원하게 만드는 성령의 강력한 충동"이라고 말한다. 칼뱅과 칼뱅주의 신앙고백서에서는 이를 부정함에도 불구하고 존 길은 "이 끌어당기는 행위는 능력의 행위지만 강제가 아니다. 하나님은 원치 않는 자들을 끌어당기실 때 그들의 능력이 나타나는 날에 기꺼이 원하게 하신다. 그는 이해를 깨우치시고, 의지를 굽히시고, 육신의 마음을 주시고, 그의 은혜의 능력으로 부드럽게 유혹하시며, 영혼이 그리스도께 나아와 자신을 그에게 바치도록 유도하신다. 그는 사랑의 띠로 끌어당기신다. 끌어당김은 힘과 영향을 전제로 하지만, 항상 강요와 강제를 의미하지는 않는다. 음악은 귀를 끌고, 사랑은 마음을 끌고, 쾌락은 정신을 끈다."고 말한다.

### 교리에 대한 반대

#### 아르미니우스주의
기독교인 중 아르미니우스주의에 속한 사람들, 예를 들어 존 웨슬리와 감리교 운동의 일부는 이 칼뱅주의 교리를 거부한다. 그들은 아담과 하와가 옳고 그름을 자유롭게 선택할 수 있었던 것처럼, 인류는 예수 그리스도를 통한 하나님의 선행적인 은혜의 결과로 죄에서 의로 돌이키고 모든 인류를 자신에게로 이끄시는 예수 그리스도를 믿을 수 있다고 믿는다. 그리고 "내가 땅에서 들리면 모든 사람을 내게로 이끌겠노라"고 하셨다.요한복음 12:32 이 관점에서 (1) 하나님이 인류에게 은혜를 보편적으로 베푸신 후, 이전에 하나님께 적대적이었고 순종할 수 없었던 인간의 의지는 이제 그리스도의 사역을 통해 순종을 선택할 수 있다. 그리고 (2) 하나님의 은혜는 구원을 효과적으로 이루는 강력한 초기 촉매이지만, 그것은 저항할 수 없는 것이 아니라 인간에 의해 궁극적으로 저항하고 거부될 수 있다.
칼뱅주의와 아르미니우스주의 모두 은혜의 저항 가능성 문제가 신학 체계의 하나님의 주권에 대한 견해와 불가분하게 얽혀 있다는 점에 동의한다. 근본적인 질문은 하나님이 개인이 자신의 은혜를 받아들이거나 거부하도록 허용하면서도 주권을 유지할 수 있는가 하는 것이다. 만약 그렇다면 은혜는 저항할 수 있다. 만약 그렇지 않다면 은혜는 저항할 수 없어야 한다.
이러한 주권에 대한 다른 이해는 종종 전적 타락에 대한 부적절한 이해 때문이라고 여겨진다. 그러나 칼뱅과 아르미니우스 모두 전적 타락을 가르쳤다. 전적 타락은 오항쟁론의 제3조에 명시적으로 확인되어 있다. 그럼에도 불구하고 칼뱅주의자 찰스 호지는 "(아르미니우스주의)와 (로마 가톨릭) 교리는 그들의 교리 체계의 다른 부분이 참이라면 참이며, 그 체계가 잘못되었다면 거짓이다. 만일 인간의 타락 이후의 자연 상태와 선택에서 하나님의 주권에 대한 (칼뱅주의) 교리가 성경적이라면, 충분한 은혜가 인간 의지의 협력으로 효력이 있게 되는 것이 아니라는 것은 확실하다"고 말한다. 호지의 주장은 예수 그리스도의 사역이 중생 전에 인류가 복음에 응답할 수 있도록 능력을 부여한다는 것을 부정하는 칼뱅주의적 가르침을 따른다.
칼뱅주의는 선행적 은혜를 거부함으로써 인류를 전적 타락 상태로 남겨두며, 이는 개인이 믿거나 회개할 능력이 있기 전에 중생이 필요하다는 것을 의미한다. 세례 요한은 죄 사함을 위해 모든 사람에게 세례를 요청했고마가복음 1:4 수많은 사람들이 중생 없이 응답했다.마가복음 1:5 신약성경은 정기적으로 개인들에게 회개하고 믿으라고 요청하며, 그들이 이전에 중생했다는 어떤 암시도 없다. 사도 베드로는 유대인들에게 회개하고 돌아서라고 요청했다.사도행전 3:19 예수님은 성령이 세상을 죄로 책망할 것이라고 약속하셨다.요한복음 16:8 칼뱅주의의 답변은 제한 속죄에서 찾을 수 있다. 따라서 칼뱅주의적 하나님의 주권 이해의 결과로, 하나님의 선택은 어떤 인간의 응답에도 의존하지 않는다고 결론 내려야 하며, 이는 (1) 전적 타락과 무조건적 선택 모두, (2) 선행적 은혜 대신 불가항력적 은혜, 그리고 (3) 제한 속죄에 대한 믿음을 필연적으로 요구한다. 이 믿음들 중 어느 하나라도 거부되면 이 논리는 실패한다.

#### 루터교회

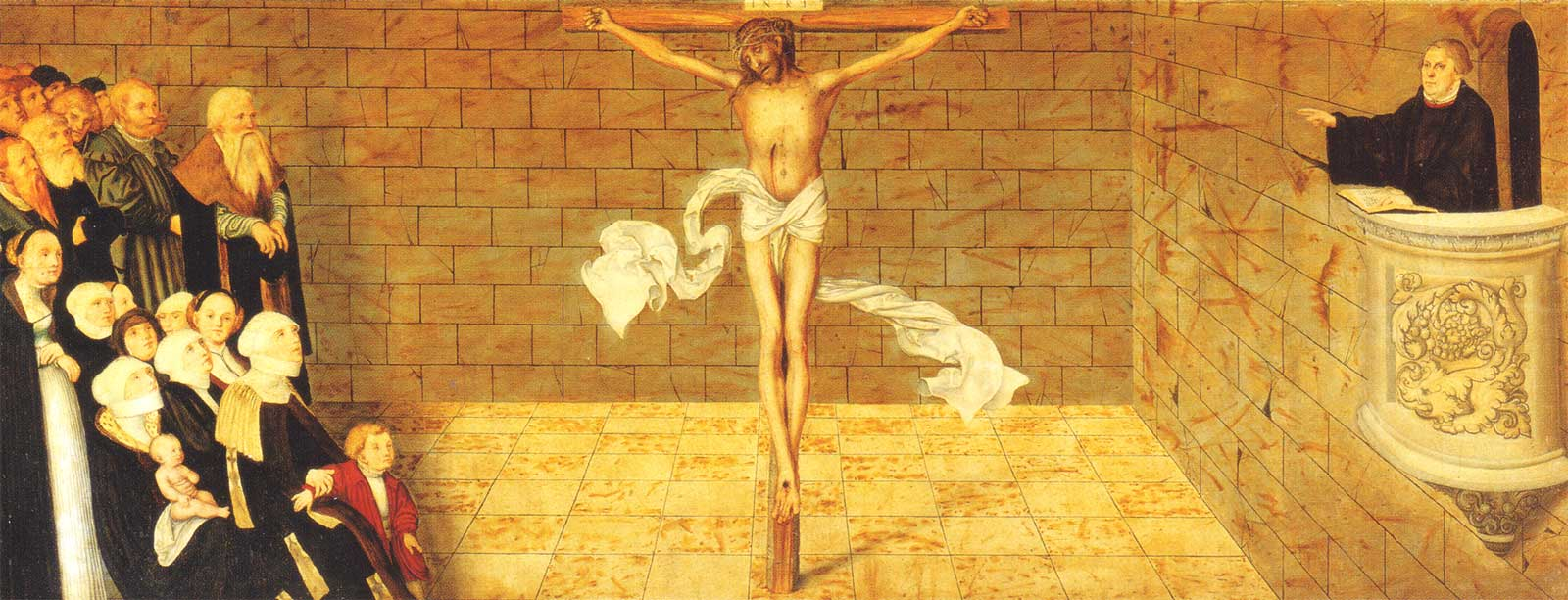
"기독교 공동체를 인식할 수 있는 확실한 표식은 순수한 형태로 복음을 전파하는 것이다."—루터

칼뱅주의자들과 마찬가지로 루터교인들은 구원의 역사를 독력적으로 보며, 회개하지 않은 사람은 항상 하나님과 그의 방식을 거부하고 저항한다고 본다. 심지어 회심 중에도 일치 신조는 인간이 "하나님이 그를 죄의 죽음에서 깨우치시고, 그를 깨우쳐 새롭게 하실 때까지" "하나님의 말씀과 뜻"을 거부한다고 말한다. 또한 그들은 복음 전파를 하나님이 구원을 제공하는 은총의 방도로 본다.
칼뱅주의자들은 자유 복음 제안을 듣는 모든 이들에게 주어지는 저항할 수 있는 외적 구원의 부르심과 성령의 효과적인 내적 사역을 구별한다. 모든 사람은 외적 구원의 부르심을 따르기를 꺼리며, 웨스트민스터 신앙고백에 따르면 "성령으로 활력을 얻고 새로워져야 비로소 이 부르심에 응답하고 그로 인해 제공되고 전달되는 은혜를 받아들일 수 있다"고 한다. 내적으로 새로워진 모든 사람은 "의무적일 뿐만 아니라 선호할 만한 선"으로서 하나님과 그의 방식을 자유롭게 따르므로, 그러한 특별한 갱신하는 은혜는 항상 효과적이다.
칼뱅주의 입장과 달리, 루터교인들은 성령이 말씀과 성례를 통해 외적으로 역사할 때마다 항상 그것들을 통해 내적으로도 역사한다고 주장한다. 칼뱅주의자들과 달리, 루터교인들은 성령이 항상 효과적으로 역사한다고 믿는다. 말씀을 거부하는 자들이 듣는 말씀도 회심하는 자들에게 전파되는 말씀만큼이나 효과적이다. 일치 신조는 인간이 성령의 부르심을 거부할 때 그것이 말씀의 효과가 덜하기 때문이 아니라고 가르친다. 대신, 은혜의 방편에 대한 경멸은 "인간의 비뚤어진 의지"의 결과인데, 이는 "하나님이 부르심을 통해 그에게 제공하는 성령의 수단과 도구를 거부하거나 왜곡하고, 효과적이기를 원하며 말씀을 통해 일하시는 성령을 거스르는 것"이다.
루터교인들은 성령의 역사가 단순히 은혜의 수단과 나란히 중생을 일으키는 것이 아니라, 오히려 그것들의 필수적인 부분이며, 발견되는 곳마다 항상 그것들을 통해 역사한다고 확신한다. 루터교인들은 성령이 은혜의 수단을 통해서만 역사하고 다른 어떤 곳에서도 역사하지 않는다고 가르치며, 따라서 은혜의 수단을 거부하는 자들은 동시에 성령과 그것이 가져오는 은혜를 거부하고 저항하는 것이다.

### 교리와 관련된 성경 구절
사도 바울의 진술은 하나님이 효과적으로 부르신 자들이 반드시 완전한 구원에 이른다는 것을 확인하는 것으로 여겨진다: "(그)가 미리 정하신 그들을 또한 부르시고 부르신 그들을 또한 의롭다 하시고 의롭다 하신 그들을 또한 영화롭게 하셨느니라" (로마서 8:28, 30). 물론 이 확신은 하나님이 특정 개인을 구원하시기 위해 선택했을 때 누가 응답하고 순종할지 알지 못했거나 고려하지 않았다는 믿음에 달려 있다. 그러나 사도 베드로는 "하나님 아버지의 미리 아심을 따라 성령의 거룩하게 하심으로 순종함과 예수 그리스도의 피 뿌림을 얻기 위하여 택하심을 받은 자들"이라고 언급한다.베드로전서 1:2
칼뱅주의자들은 요한복음 6장의 여러 구절을 칼뱅주의 교리의 중심 성경 본문으로 의존한다. 이 장에는 구원에서의 인간의 능력과 하나님의 활동에 대한 예수님의 가르침이 기록되어 있다:
- 요한복음 6:37, 39: "아버지께서 내게 주시는 자는 다 내게로 올 것이요... 나를 보내신 이의 뜻은 내게 주신 자 중에 내가 하나도 잃어버리지 아니하고 마지막 날에 다시 살리는 이것이니라."
- 요한복음 6:44–45: "나를 보내신 아버지께서 이끌지 아니하시면 아무도 내게 올 수 없으니... 아버지께 듣고 배운 사람마다 내게로 오느니라."
- 요한복음 6:65: "(아무도 내게 올 수 없으니 이는 아버지께서 허락하지 아니하셨기 때문이라."

아르미니우스주의 지지자들은 요한복음 6:44에 사용된 "이끌다"(그리스어: ἕλκω, 헬코)라는 단어가 "끌어당기다"라는 의미를 요구하지 않는다고 주장한다. 비록 칼뱅주의자들은 이것이 이 단어의 일반적인 의미라고 가르치지만(요 18:10; 21:6; 21:11; 행 16:19; 21:30; 약 2:6에서처럼). 그들은 요한복음 12:32를 예로 든다: "내가 땅에서 들리면 모든 사람을 내게로 이끌겠노라." 많은 아르미니우스주의자들은 예수께서 모든 사람을 자신에게 이끄시지만, 그 이끄심은 사람들이 그에게 올 수 있도록 가능하게 할 뿐이라고 해석한다. 만약 그 부르심이 정말로 저항할 수 없는 것이라면, 모든 사람이 그리스도께 나아와 구원을 받아야 하기 때문이다. 그들은 또한 예레미야 38:13의 70인역에서, 예레미야가 죽도록 버려진 구덩이에서 들어 올려질 때, 그가 자발적으로 겨드랑이 아래에 밧줄을 묶은 후에 그의 구조자들이 행한 행동에 이 그리스어 동사가 사용되었으며, 이 구조는 예레미야의 소원에 협력하여 이루어졌고 그가 협력하지 않았다면 실패했을 것이라고 언급할 수 있다. 따라서 그들은 "이끌다"라는 의미가 일반적인 의미로 이해되더라도, 이는 단지 능력의 원천을 나타낼 뿐, 이끌림을 받는 사람이 그 이끄심에 반응하는지 여부에 대한 질문이나 그 이끄심이 그들의 의지와 상관없이 이루어진다는 것을 나타내는 것은 아니라고 주장할 수 있다.
칼뱅주의자들은 (1) "이끌다"라는 단어가 요한복음 6:44과 12:32 모두에서 그 일반적인 의미에 따라 이해되어야 하며, (2) "모든"(12:32에서 "모든 사람"으로 번역됨)이라는 단어는 "모든 개인"이 아니라 "모든 종류의 사람들"이라는 의미로 받아들여야 하며, 따라서 (3) 전자는 저항할 수 없는 구원의 내적 부르심을 나타내고 후자는 이방인에게 하나님 나라를 여는 것을 나타내며, 보편적이고 저항할 수 있는 내적 부르심을 나타내는 것이 아니라고 주장한다. 이 주장은 제한 속죄 교리 또는 보편주의의 수용을 요구하는데, 왜냐하면 요한복음 12:32는 "예수께서 모든 사람을 이끌 것이다"라고 말하기 때문이다. 일부는 이를 근거로 요한복음 6:44의 본문이 보편주의 또는 (제한 속죄를 포함하는) 칼뱅주의를 수반할 수 있지만, 아르미니우스주의는 아니라고 주장한다.
아르미니우스주의자 윌리암 바클레이는 요한복음 6:44에 언급된 "하나님의 이끄심을 인간의 저항이 좌절시킬 수 있다"고 주장하지만, 주석가 레온 모리스는 "(바클레이의) '이끌다' 동사의 예시 중 어느 것도 저항이 성공적임을 보여주지 않는다. 사실 우리는 더 나아갈 수 있다. 신약성경에서 이 동사가 사용된 예시 중 저항이 성공적인 경우는 단 한 번도 없다. 항상 이끄는 힘은 승리하며, 여기에서도 마찬가지다."라고 반박한다. 이러한 주장은 칼뱅주의자들이 오직 믿음으로 말미암는 칭의가 아니라 하나님의 작정에 의한 구원을 가르치며, "구원에서의 하나님의 자유로운 은혜를 너무나 열성적으로 지키려다가 죄인의 실제적인 의화에 있어서 믿음의 어떤 개입도 부인했다"는 비판을 야기한다. 그러나 이끄는 힘이 항상 승리하더라도, 저항할 능력은 요한복음 12:32의 "이끌다"라는 단어의 의미에 달려 있는 것이 아니라, 그 "이끌다"는 것이 무엇을 이루려 하는지에 대한 질문에 달려 있다. 칼뱅주의는 예수께서 "이끄는" 사람들이 중생할 것이라고 가정한다. 아르미니우스주의는 모든 사람이 예수께 이끌려 능력을 얻는 은혜를 받는다고 말한다. "예수님은 요한복음 12장에서 '그의 이끄심'이 무엇을 이룰지 정의하지 않고, 단지 그가 그렇게 할 것이라고만 말씀하신다." 비록 "이끌다"라는 의미가 칼뱅주의자들이 주장하는 방식으로 이해되더라도, 이는 단지 이끄는 능력의 충분성(요한복음 21:6에서처럼 "이끌 수 없었다"거나 요한복음 21:11에서처럼 "할 수 있었다"는 것)을 나타낼 뿐, 그가 이끄는 사람들에게 하나님이 무엇을 하시는지를 정의하는 것은 아니다. 아르미니우스주의자들은 하나님이 사람들의 소원과 상관없이 강제적인 중생을 목적으로 이끄신다는 칼뱅주의적 가르침을 거부한다. 오히려 아르미니우스주의자들은 선행적 은혜가 가르치듯이 하나님이 모든 사람을 이끌어 모든 사람에게 믿을 수 있는 능력이나 가능성을 주신다고 믿는다.

## 교리의 역사
가톨릭교회에서는 효과적인 은혜와 자유의지의 각 역할에 대한 논쟁이 16세기 말 교황 클레멘스 8세에 의해 원조에 관한 교황청 위원회의 설립으로 이어졌다. 도미니코회는 효과적인 은혜의 역할을 주장했지만, 예수회는 의지의 더 큰 자유를 전제하는 몰리니즘을 받아들였다. 이러한 논쟁은 또한 프랑스에서 얀센주의와 예수회를 대립시킨 유명한 공식 논쟁으로 이어졌다.
이 교리는 도르트 총회에서 오항쟁론과 아르미니우스주의자인 저항파와의 논쟁 중에 정의된 이른바 칼뱅주의 5대 강령 중 하나이다. 저항파는 칼뱅주의의 일반적인 예정론적 체계를 반대하며, 그들의 자유의지 부정과 "인류 대다수를 영원히 지옥에서 고통받게 하기 위한 유일한 목적으로 정죄하며, 그들에게는 선택의 여지가 전혀 없었다"는 주장을 거부했다. 칼뱅주의 교회에서 이 교리는 종종 다른 구원론 체계와 타락 이후 인간의 상태에 대한 각자의 교리와 비교하여 언급되며, 그 외에는 설교나 연구의 일반적인 주제는 아니다.

## 같이 보기
- 얀센주의
- 칭의
- 선행적 은혜
- 전적 타락

### 찬성
- "Of Effectual Calling" 보관됨 2005-06-24 - 웨이백 머신 from 존 길의 Doctrinal Divinity
- "Concerning Efficacious Grace" by 조너선 에드워즈
- "Efficacious Grace", section 3.14.4 from 찰스 호지의 Systematic Theology
- "On Regeneration", a sermon by 찰스 H. 스펄전
- "Irresistible Grace" by 존 머레이
- "Efficacious Grace", chapter 13 from 로레인 뵈트너의 The Reformed Doctrine of Predestination
- "Regeneration Precedes Faith" by R. C. 스프롤
- "Irresistible Grace" by 존 파이퍼
- Many articles on irresistible grace by various authors

### 반대
- Irresistible grace, WELS Topical Q&A (고백 루터교 관점)
- Sermon #58: "On Predestination" by 존 웨슬리
- Sermon #128: "Free Grace" by 존 웨슬리
- Irresistible Grace
- Prevenient Grace by Gregory Neal
- Calvinism and John 6: An Exegetical Response 보관됨 2016-04-16 - 웨이백 머신 by Steve Witzki
- Free Grace or Forced Grace? by Steve Witski